# Этманов, Алексей Владимирович
Алексей Владимирович Этманов (род. 1 декабря 1972 года, город Душанбе, Таджикская ССР) ― российский профсоюзный деятель, бывший председатель Межрегионального профсоюза «Рабочая ассоциация». В 2005―2011 годах ― председатель первичной профсоюзной организации ЗАО «Форд Мотор Компани». Депутат Законодательного собрания Ленинградской области V созыва. В 2016 году ― кандидат в депутаты Государственной Думы от партии «Яблоко».

## Краткая биография
Учился с 1979 по 1989 годы в общеобразовательной школе в городе Душанбе. После окончания школы отправился в Ленинград поступать в Ленинградское мореходное училище Министерства рыбного хозяйства СССР. Из училища отправился в армию, служил в Мурманске во внутренних войсках. В 1991 году во время службы был направлен в командировку в Нагорный Карабах, где тогда разворачивался межнациональный конфликт. Вернувшись из армии, закончил в 1994 году мореходное училище по специальности техник-механик промышленного рыболовства и аквакультуры.
В течение 1990-х ― начала 2000-х годов Алексей Этманов перепробовал много занятий и профессий: работал маляром, на рыборазделке, слесарем автосервиса, в шиномонтаже. В конце 1990-х решил попробовать заняться собственным мелким бизнесом, связанным с шиномонтажом и продажей автомобильных запчастей.
В марте 2003 года устроился сварщиком на ЗАО «Форд Мотор Компани» во Всеволожске Ленинградской области. Вскоре занялся общественной деятельностью на предприятии. Летом 2005 года А. Этманов был послан профсоюзом в Бразилию на международную встречу профсоюзных активистов «Форд Мотор Компани», после чего в августе 2005 года был обновлен состав профсоюзного комитета завода.
Под руководством Алексея Этманова прошли ряд «предупредительных» забастовок, когда конвейер простаивал по несколько часов, и «итальянских» забастовок, также известных как «работа по правилам». Самая крупная забастовка проходила с 20 ноября по 17 декабря 2007 года. В результате всех стачек рабочие последовательно добивались повышения зарплаты и улучшения условий труда.
Летом 2006 года несколько профсоюзных организаций, в том числе с «Форда», объединились в Межрегиональный профсоюз работников автомобильной промышленности (МПРА), который стал членской организацией Всероссийской конфедерации труда. Алексей Этманов стал одним из сопредседателей МПРА, вместе с лидером профсоюза «Единство» на ОАО «АвтоВАЗ» Петром Золотаревым. В 2010 году Алексей Этманов был избран на пост председателя МПРА. На объединительном съезде Конфедерации труда России (КТР) в мае 2011 года Алексей Этманов вошёл в состав Совета КТР.
В конце июля 2011 года Алексей Этманов заявил об уходе с должности председателя первичной профсоюзной организации на «Форде». Причиной для такого шага явилась, по словам Этманова, необходимость ротации профсоюзных кадров на предприятии. Новый руководитель фордовского профсоюза был избран на конференции 24 августа ― им стал рабочий сварочного цеха Александр Кашицин. Сам Алексей Этманов заявил, что намерен сосредоточиться на межрегиональной профсоюзной работе, оставшись на должности председателя МПРА.
Алексей Этманов взаимодействует с левыми политическими силами. Принимал участие в нескольких попытках консолидации сил левых и профсоюзов. В частности, в феврале 2010 года стал одним из основателей и вошёл в политсовет партии «Рот Фронт», которая не была зарегистрирована Министерством юстиции России. Со стороны левых политических сил не раз звучали предложения выдвинуть Алексея Этманова в 2012 году единым кандидатом от оппозиции на президентских выборах.
Принимал участие в выборах в Совет депутатов города Всеволожска от Коммунистической партии Российской Федерации в октябре 2009 года. Набрал 43,7 % голосов и не прошёл в Совет депутатов. 4 декабря 2011 года избран депутатом Законодательного собрания Ленинградской области по спискам партии «Справедливая Россия».
На выборах в Государственную Думу 2016 года возглавил региональный список партии «Яблоко» в Ленинградской области, выдвинут также кандидатом в одномандатном округе. В сентябре 2016 года Этманов вступил в партию «Яблоко».
В ноябре 2020 года стал председателем первичной профсоюзной организации Профсоюз работников здравоохранения РФ во Всеволожской клинической больнице. Профсоюз входит в ФНПР.

## Семья
Жена ― Татьяна Этманова, руководитель контакт-центра консультативной помощи по вопросам COVID-19 Всеволожской больницы. В августе 2021 года была задержана по подозрению в выдаче поддельных сертификатов о вакцинации от COVID-19.
У пары есть дочь Ксения ― студентка социологического факультета Санкт-Петербургского государственного университета.

## Награды
- Памятная медаль «20 лет Законодательному собранию Ленинградской области» (2014)